# Narve Bonna
Narve Nilsen Bonna (ur. 16 stycznia 1901 w Lommedalen, zm. 2 marca 1976 tamże) – norweski skoczek narciarski, srebrny medalista olimpijski.

## Przebieg kariery
Był jednym z prekursorów nowego (wówczas) stylu w locie – wysuniętego do przodu ciała i załamanych bioder. W 1924 wystartował na igrzyskach olimpijskich w Chamonix, zdobywając srebrny medal. Uległ jedynie swemu rodakowi Jacobowi Tullinowi Thamsowi, a trzecie miejsce zajął Anders Haugen. Był to jedyny start Bonny na igrzyskach i zarazem największy sukces w jego karierze.
Na arenie krajowej startował w konkursach kombinacji norweskiej, ponieważ osobnego konkursu skoków jeszcze wtedy nie rozgrywano. Jego największym osiągnięciem w tym zakresie było wygranie skoków do kombinacji w 1922. Był jednak przeciętnym biegaczem narciarskim, wobec czego nie zmieścił się w czołowej dwudziestce. Także w 1922 skoczył 43,5 metra na skoczni Holmenkollbakken, ustanawiając tym samym nowy rekord tego obiektu.

## Igrzyska olimpijskie
| Miejsce | Dzień    | Rok  | Miejscowość | Konkurs                         | Wynik      | Strata    | Zwycięzca          |
| ------- | -------- | ---- | ----------- | ------------------------------- | ---------- | --------- | ------------------ |
| 2.      | 4 lutego | 1924 | Chamonix    | Skocznia normalna indywidualnie | 18,688 pkt | 0,272 pkt | Jacob Tullin Thams |